# 대니 심슨
대니얼 피터 "대니" 심슨(Daniel Peter "Danny" Simpson, 1987년 1월 4일 ~ )은 잉글랜드의 축구 선수이다. 현재 브리스틀 시티 FC에서 수비수로 뛰고 있다.

## 수상 경력
맨체스터 유나이티드
- 프리미어리그: 2007-08
- UEFA 챔피언스리그: 2007-08

선덜랜드
- 풋볼 리그 챔피언십: 2006-07

뉴캐슬 유나이티드
- 풋볼 리그 챔피언십: 2009-2010

레스터 시티
- 프리미어리그: 2015-2016